# Ouvrage des Rochilles
Pour les articles homonymes, voir Rochilles.
L'ouvrage des Rochilles est une fortification faisant partie de la ligne Maginot, située dans le massif des Cerces, au seuil des Rochilles, sur la commune de Névache dans le département des Hautes-Alpes.
Il s'agit d'un petit ouvrage d'infanterie (POI) qui devait assurer l'interdiction du col du même nom, un passage reliant la vallée de la Maurienne et la vallée de la Clarée vers Briançon.

## Description

### Position sur la ligne
L'ouvrage fait partie de la ligne principale de défense qui se compose d'ouvrages petits ou grands. Les avant-postes ne font pas partie de cette ligne.

### Souterrains
Comme tous les autres ouvrages de la ligne Maginot, celui des Rochilles est conçu pour résister à un bombardement d'obus de gros calibre. Les organes de soutien sont donc aménagés en souterrain, creusés sous plusieurs mètres de roche, tandis que les organes de combat, dispersés en surface sous forme de blocs, sont protégés par d'épais cuirassements en acier et des couches de béton armé.
L'ouvrage n'est pas achevé : tous les locaux souterrains n'ont même pas été bétonnés. Il devait être doté de deux groupes électrogènes, composés chacun d'un moteur Diesel CLM 2 PJ 65 de 25 chevaux, couplé à un alternateur. L'éclairage était assuré par lampe à pétrole. Aucune ventilation n'a été installée. La caserne de temps de guerre, un bout de galerie aménagé en dortoir, était conçu pour 40 hommes.

### Blocs
L'ouvrage se compose de trois blocs de combat, d'un bloc d'entrée, d'une sortie de secours et d'un bloc cheminée.
Le bloc d'entrée est défendu par un créneau pour fusil-mitrailleur, avec une goulotte lance-grenades pour le fossé diamant, et par une porte blindée.
Le bloc 1 est un bloc observatoire composé d'une cloche VDP (« vue directe et périscopique ») et d'un créneau pour fusil-mitrailleur.
Les bloc 2 et 3 sont côte-à-côte : ce sont des casemates d'infanterie équipée chacune d'un créneau pour un jumelage de mitrailleuses et une goulotte lance-grenades.
L'issue de secours est défendue par un fusil-mitrailleur pour porte ; sa porte est blindée.

### Armement

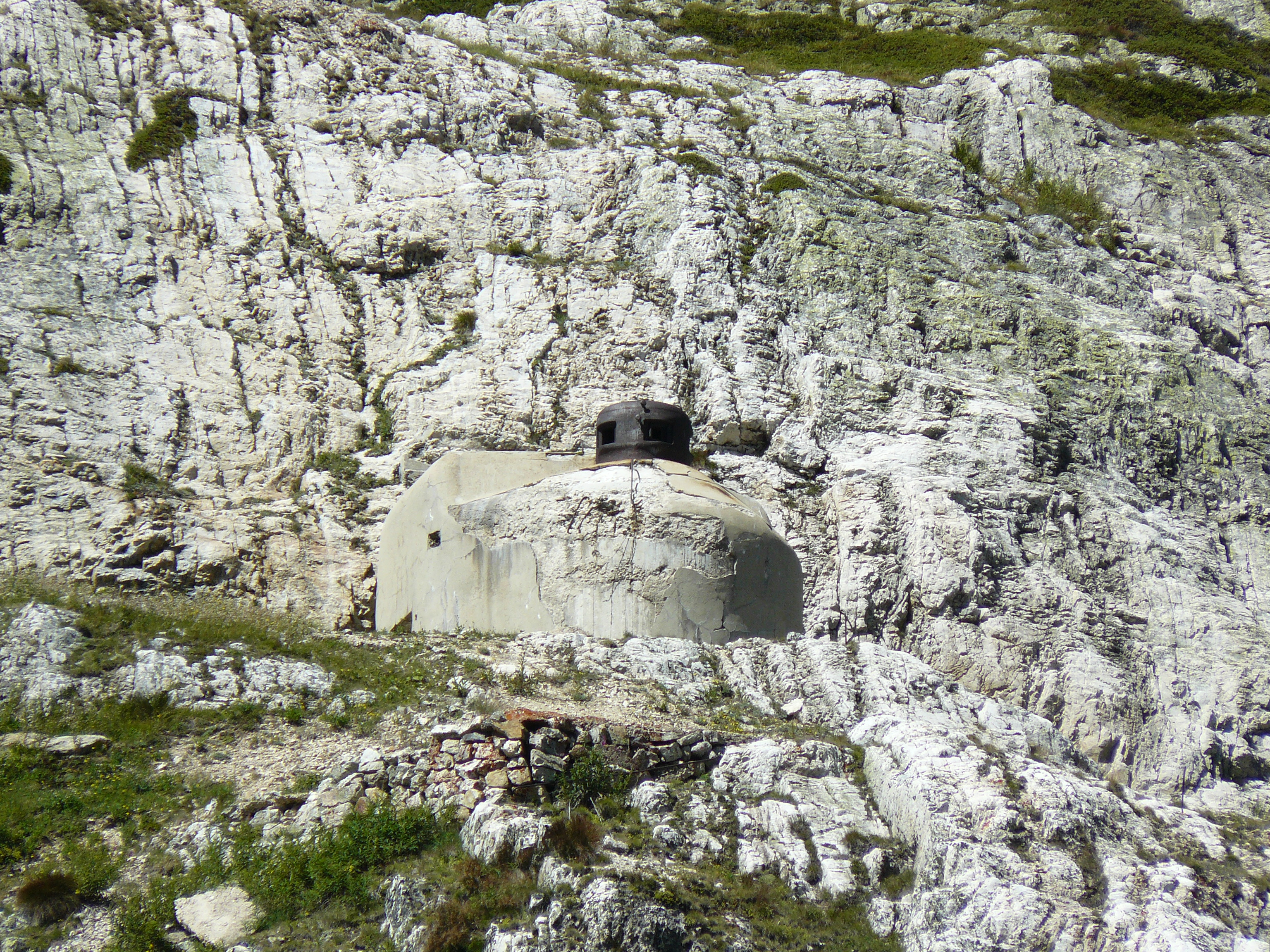
La cloche d'observation du bloc 1, près du seuil des Rochilles.

Les mitrailleuses et fusils mitrailleurs de l'ouvrage étaient chacun protégé par une trémie blindée et étanche (pour la protection contre les gaz de combat). Ils tirent la même cartouche de 7,5 mm à balle lourde (modèle 1933 D de 12,35 g au lieu de 9 g pour la modèle 1929 C).
Les mitrailleuses étaient des MAC modèle 1931 F, montées en jumelage (JM) pour pouvoir tirer alternativement, permettant le refroidissement des tubes. La portée maximale avec cette balle (Vo = 694 m/s) est théoriquement de 4 900 mètres (sous un angle de 45°, mais la trémie limite le pointage en élévation à 15° en casemate et à 17° dans une cloche GFM), la hausse est graduée jusqu'à 2 400 mètres et la portée utile est plutôt de 1 200 mètres. Les chargeurs circulaires pour cette mitrailleuse sont de 150 cartouches chacun, avec un stock de 50 000 cartouches pour chaque jumelage. La cadence de tir théorique est de 750 coups par minute, mais elle est limitée à 450 (tir de barrage, avec trois chargeurs en une minute), 150 (tir de neutralisation et d'interdiction, un chargeur par minute) ou 50 coups par minute (tir de harcèlement, le tiers d'un chargeur). Le refroidissement des tubes est accéléré par un pulvérisateur à eau ou par immersion dans un bac.
Les fusils mitrailleurs (FM) étaient des MAC modèle 1924/1929 D, dont la portée maximale est de 3 000 mètres, avec une portée pratique de l'ordre de 600 mètres. L'alimentation du FM se fait par chargeurs droits de 25 cartouches, avec un stock de 14 000 par cloche GFM, 7 000 par FM de casemate et 1 000 pour un FM de porte ou de défense intérieure. La cadence de tir maximale est de 500 coups par minute, mais elle est normalement de 200 à 140 coups par minute,.

## Histoire

### Construction
L'ouvrage fait partie des travaux réalisés par la main-d'œuvre militaire (MOM), fourni par les hommes de la 27e division d'infanterie alpine. Les travaux débutent en 1931, mais ne sont pas achevés en 1940.

### Combat
L'ouvrage n'est pas concerné par les combats de juin 1940, ni par ceux de l'hiver 1944-1945.

### État actuel
L'État cède l'ouvrage en 2011 à la commune de Névache.